# Dobrič
Dobrič je deveti po veličini grad u Bugarskoj, u sjeveroistočnom dijelu zemlje. Grad je i središte istoimene Oblasti Dobrič. Dobrič je središte bugarskog djela povijesne pokrajine Dobrudže.

## Zemljopis
Dobrič se nalazi u sjeveroistočnome dijelu Bugarske. To je najudaljeniji značajniji grad u zemlji od glavnoga grada Sofije 480 km sjeveroistočno, od Varne je udaljen oko 50 km. Od Rumunjske je udaljen 35 km i isto toliko od Crnog mora. 
Grad se smjestio u južnom dijelu povijesne pokrajine Dobrudže, čiji najveći dio pripada obližnjoj Rumunjskoj. Predio oko grada pripada jugoistočnom dijelu Vlaške nizine i on je valovit i brežuljkast. Središte grada podignuto je na dva manja brijega iznad Dobričke rijeke.
Klima u gradu je kontinentalna.

## Gradovi prijatelji
- Constanţa, Rumunjska
- Kavadarci, Makedonija
- Zalaegerszeg, Mađarska
- Saratov, Rusija
- Nowy Sącz, Poljska
- Izmail, Ukrajina
- Kırklareli, Turska
- Schaffhausen, Švicarska
- Pinsk, Bjelorusija
- Golmud, Kina

## Vanjske poveznice
- Službena stranica Dobriča

### Ostali projekti
|  | Zajednički poslužitelj ima još gradiva o temi Dobrič |